# Saint-Martin-l’Hortier
Saint-Martin-l’Hortier ist eine französische Gemeinde mit 272 Einwohnern (Stand: 1. Januar 2022) im Département Seine-Maritime in der Region Normandie. Sie gehört zum Arrondissement Dieppe und zum Kanton Neufchâtel-en-Bray. Die Bewohner werden Saint-Martinais und Saint-Martinaises genannt.

## Geographie
Saint-Martin-l’Hortier liegt östlich des Zentrums des Départements in der Landschaft Pays de Bray, etwa 40 Kilometer nordöstlich von Rouen und etwa 30 Kilometer südöstlich von Dieppe an der Béthune. Umgeben wird Saint-Martin-l’Hortier von den Nachbargemeinden Mesnières-en-Bray im Norden, Lucy im Nordosten, Neufchâtel-en-Bray im Osten, Quièvrecourt im Süden, Bully im Süden und Südwesten sowie Fresles im Westen.

## Bevölkerungsentwicklung

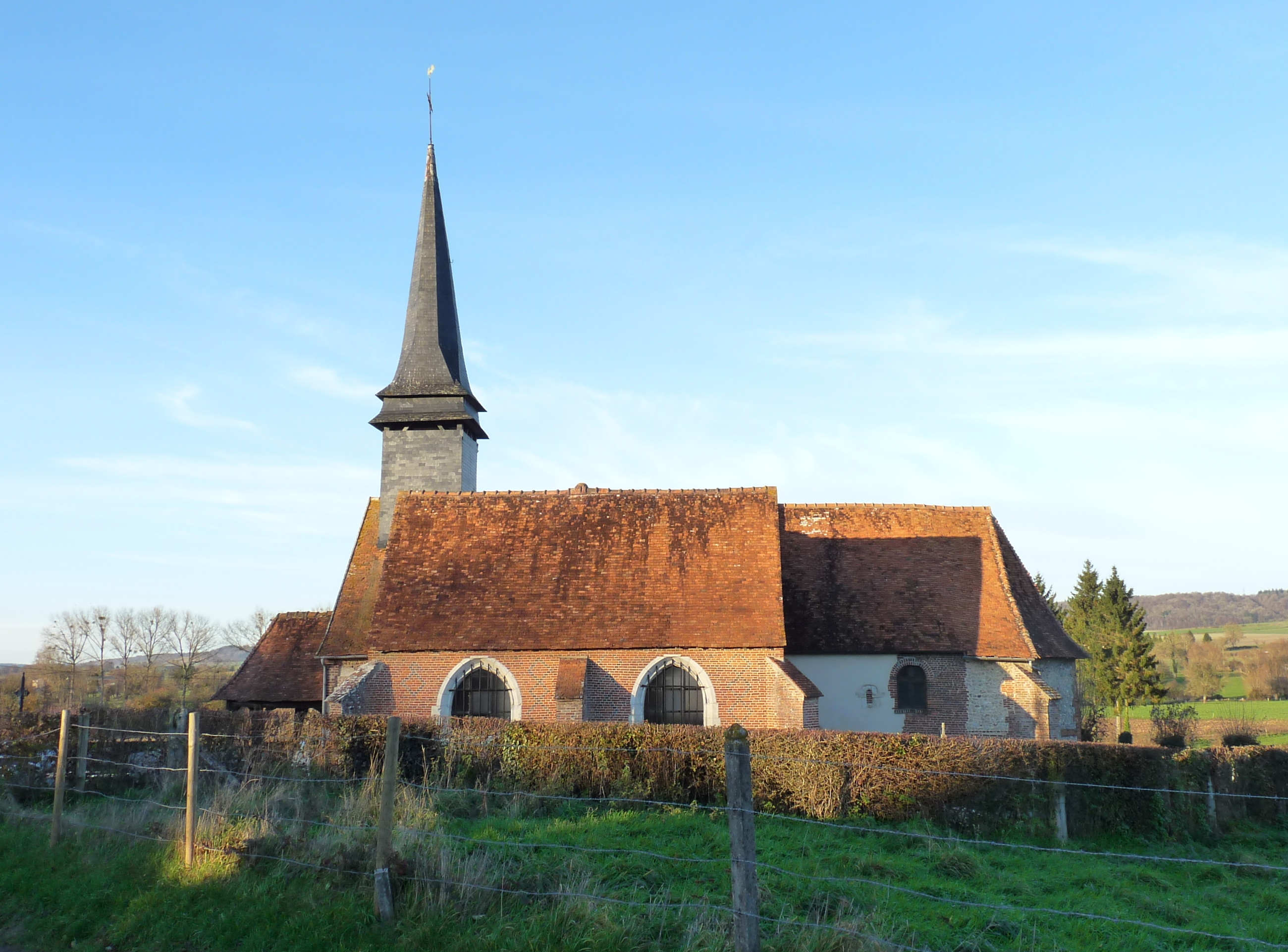
Pfarrkirche Saint-Martin

| Jahr                       | 1962 | 1968 | 1975 | 1982 | 1990 | 1999 | 2006 | 2013 | 2020 |
| Einwohner                  | 180  | 160  | 175  | 202  | 197  | 198  | 234  | 274  | 272  |
| Quellen: Cassini und INSEE |      |      |      |      |      |      |      |      |      |

## Sehenswürdigkeiten
- Die Pfarrkirche Saint-Martin ist in Teilen romanisch, stammt aber im Wesentlichen aus dem 15. und 16. Jahrhundert (der Dachstuhl stammt aus dem 16. Jahrhundert). Das Gebäude besteht aus Silex mit Ziegelverkleidung und zeichnet sich durch die skulpturale Verzierung seines getäfelten Fachwerks aus dem Jahr 1638 aus. Die Westfassade wurde nach dem Zweiten Weltkrieg erneuert.
- Deutscher Bunker aus dem Zweiten Weltkrieg